# Eyes of Youth
Eyes of Youth és una pel·lícula muda produïda per la Equity, dirigida per Albert Parker i protagonitzada per Clara Kimball Young. Basada en l'obra de teatre homònima de Max Marcin i Charles Guernon (1917), es va estrenar el 26 d'octubre de 1919.

## Argument
El pare de Gina Ashling té problemes financers i la Gina ha de decidir si s'ha de casar amb un home ric, convertir-se en cantant d'òpera o casar-se amb l'home que estima. Un iogui de l'Índia Oriental li permet veure el futur i saber quina serà la seva sort si tria un camí diferent al que assenyala l'amor. La bola de cristall prediu que els camins del deure, l'ambició i la riquesa la conduiran a la infelicitat. En la bola, ella es veu com una mestra diligent, com una soprano d'èxit que ha aconseguit la fama a canvi del seu honor, i com l'esposa d'un milionari la reputació de la qual es posa en qüestió per tal que el seu marit pugui obtenir el divorci. Les visions dels tres camins reforcen la seva decisió de casar-se amb l'home que estima.

## Repartiment
- Clara Kimball Young (Gina Ashling)
- Gareth Hughes (Kenneth Ashling, el germà)
- Pauline Starke (Rita Ashling, la germana)
- Sam Southern (Mr. Ashling, el pare)
- Edmund Lowe (Peter Judson, pretendent)
- Ralph Lewis (Robert Goring, pretendent)
- Milton Sills (Louis Anthony, pretendent)
- Vincent Serrano (el iogui)
- William Courtleigh (Paolo Salvo)
- Norman Selby (Dick Brownell)
- Rodolfo Valentino (Clarence Morgan)
- Claire Windsor (convidada a la festa, no acreditada)